# Krzysztof Pawłowski (podróżnik)
Krzysztof Pawłowski inna forma nazwiska Chrysztoph Pawlowski, (ur. XVI wiek w Gdańsku, zm. we wrześniu 1603 w Persji, w pobliżu Lenkoran) – polski żeglarz, podróżnik i pamiętnikarz.

## Życiorys
W roku 1596 dotarł do Indii. Pozostawił po sobie opis drogi morskiej z Portugalii (Lizbona) do Indii (Goa) w formie obszernego listu-relacji do nieznanej bliżej osoby, w którym m.in. opisał zwyczaje "okopciałych" ludzi. Z Krakowa podążył do Gdańska, skąd statkiem wyruszył do Lizbony. 2 kwietnia roku 1596 wypłynął w dalszą drogę. Po półrocznym żeglowaniu (2 października) przybył do Goa. 20 listopada udał się do wietnamskiej Kochinchiny. Wracając z Indii przez Ormuz i Persję dotarł do Astrachania (lato 1603). Tu, przyłączywszy się do orszaku posła carskiego Stefana Kakascha, przepłynął Morze Kaspijskie. W międzyczasie walczył w portugalskiej służbie w Mozambiku i w Indiach.

## Twórczość
- Peregrynacja do Indyj... w roku 1596 (list pisany w Goa 20 listopada 1596), wyd.: (niedokładnie) W. T. Baranowski "Dwie peregrynacje z XVI wieku', Prace Komisji do Badań nad Historią Literatury i Oświaty, t. 1, 1914; (poprawnie) S. Stasiak Rocznik Orientalistyczny, t. 3-5 (1925); rękopis (kopia z XVII w.) znajdował się w Bibliotece Zamoyskich (nr 1202); przekł. francuski: S. Stasiak przy wydaniu jw.